# 습도 0%
"습도 0%"(Thirsty)는 한국에서 제작된 류근환 감독의 2009년 영화이다. 원태희 등이 주연으로 출연하였고 이주헌 등이 제작에 참여하였다.

## 출연

### 주연
- 원태희
- 안치욱
- 제이콥

## 기타
- 제작총괄: 강소영
- 조명: 전종민
- 조연출: 백지혜
- 녹음: 변희철
- 사운드디자인: 최치걸
- 사운드디자인: 장두희
- 사운드디자인: 김자영
- 사운드디자인: 김남호
- 미술: 이진영